# Feichteckwand
Die Feichteckwand ist ein 1600 m ü. NHN hoher Felskamm in der Benediktenwandgruppe. Der Berg befindet sich in der oberbayerischen Gemeinde Lenggries (Landkreis Bad Tölz-Wolfratshausen).
Die Feichteckwand bildet einen dem Hauptkamm der Benediktenwandgruppe vorgelagerten Seitengrat. Der höchste Punkt befindet sich in etwa zwischen Probstalmsattel und Stiealm.
Die Feichteckwand ist als einfache Bergtour erreichbar.